# Eleuthère Irénée du Pont

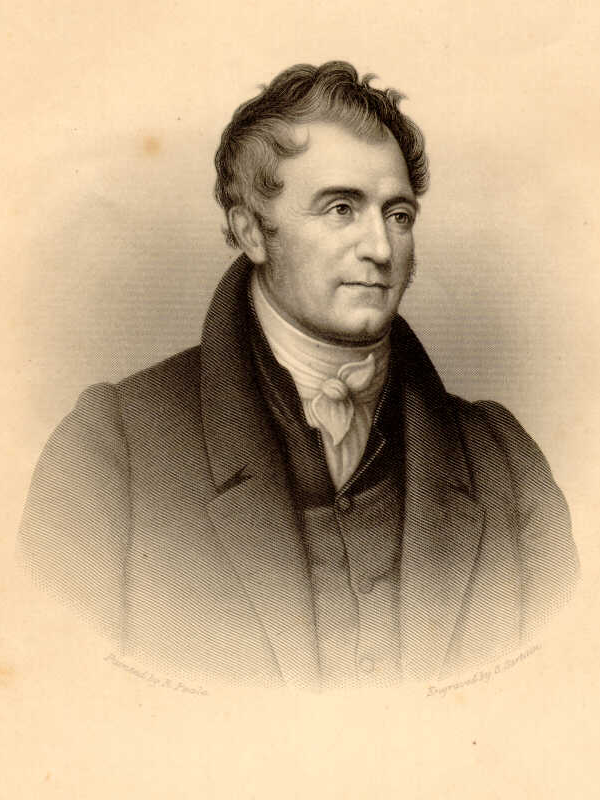
Éleuthère Irénée du Pont de Nemours

Éleuthère Irénée du Pont de Nemours, conosciuto come Irénée du Pont, o E.I. du Pont (Parigi, 24 giugno 1771 – Greenville, 31 ottobre 1834), è stato un chimico e imprenditore francese che emigrò negli Stati Uniti d'America nel 1799 e fondò la fabbrica di polvere da sparo E.I. du Pont de Nemours and Company. I suoi discendenti, la famiglia Du Pont furono una delle famiglie più ricche e importanti d'America durante il XIX e XX secolo.

## Infanzia e famiglia
Du Pont era figlio di Pierre Samuel du Pont de Nemours e Nicole Charlotte Marie Louise Le Dée de Rencourt. Sposò Sophie Dalmas (1775–1828) nel 1791 da cui ebbe otto figli. Nel 1799, la sua famiglia era emigrata negli Stati Uniti d'America. Egli stesso arrivò a Rhode Island, dove approdò, il 1º gennaio 1800, insieme al padre e alla famiglia del fratello. Nel 1802 fondò sia la sua attività sia la sua casa, l'Eleutherian Mills, nel Brandywine Creek nel Delaware. Il 1º gennaio è l'anniversario dell'arrivo della famiglia du Pont in America, ed è ancora festeggiato dai suoi discendenti.

## La sua carriera in Francia
Du Pont fu uno degli assistenti di Antoine-Laurent de Lavoisier, dal quale maturò la sua esperienza nel settore dell'estrazione e produzione di nitrato. Come suo padre, fu inizialmente sostenitore della Rivoluzione francese. Tuttavia, entrambi furono tra coloro che difesero fisicamente il re Luigi XVI e la regina Maria Antonietta da una folla inferocita al Palazzo delle Tuileries a Parigi durante l'insurrezione del 10 agosto 1792. Dopo che suo padre era scampato alla ghigliottina e la casa di famiglia era stata saccheggiata da una folla nel 1797 durante gli eventi del 18 fruttidoro, la famiglia partì per gli Stati Uniti nel 1799. Speravano di creare un modello di comunità di Émigré francesi.

## E.I. du Pont de Nemours and Company
Du Pont portò un'esperienza nel campo della chimica e della polvere da sparo sviluppatasi durante un periodo in cui la qualità della polvere da sparo American-made era molto povera.

## Morte ed eredità
Du Pont morì il 31 ottobre 1834 ad Eleutherian Mills, vicino Greenville. la compagnia che aveva fondato sarebbe diventata una delle società statunitensi più importanti e di successo. I suoi figli Alfred V. du Pont (1798–1856) ed Henry du Pont (1812–1889) furono i suoi dirigenti, negli anni dopo la sua morte.